# Ghanima Atreides
Ghanima Atreides ("bottino di guerra" nel linguaggio dei Fremen, dall'arabo "الْغَنيمَة") è uno dei gemelli nati dall'unione tra Paul Atreides e Chani Kynes. Il personaggio compare principalmente nel romanzo di fantascienza I figli di Dune di Frank Herbert ed è menzionato in vari altri romanzi del Ciclo di Dune.
Nella miniserie per la TV I figli di Dune è stato impersonato da Jessica Brooks.

## Storia
Al termine di Messia di Dune, dopo la morte dell'amata Chani, Paul si incammina nel deserto per andare a morire lasciando i figli Ghanima e Leto nelle mani della sorella Alia. Tutti e tre i più giovani Atreides (Ghanima, Leto e la zia Alia) condividono una caratteristica particolare: sono prenati. A causa del rituale conosciuto come agonia della spezia a cui sia Jessica che Chani si sono sottoposte, fin dallo stadio embrionale hanno posseduto i ricordi e le coscienze di tutti i propri antenati nella linea di ascendenza genetica.
Questo fenomeno è conosciuto come Abominazione dalle Bene Gesserit, i cui regolamenti comandano di uccidere i bambini nati con queste facoltà: si ritiene infatti che, presto o tardi, le memorie ancestrali prenderanno il sopravvento sulla personalità del prenato, che non è mai stato psicologicamente un bambino, e perciò non ha mai potuto formarsi un ego abbastanza forte da resistere loro.
Ghanima ha fin dalla nascita un rapporto speciale con il gemello Leto, con il quale disegnerà un piano per salvare l'umanità dall'estinzione (Sentiero Dorato). Ha un ruolo chiave nel permettere al fratello di sfuggire alla zia Alia e poter vagabondare nel deserto alla ricerca delle risposte riguardanti il futuro. Infatti, tramite una sofisticata forma di autoipnosi, si convince della sua morte ad un punto tale da resistere anche ai poteri di una veridica.
La presunta morte di Leto non la farà tuttavia sprofondare nel dolore. Contrariamente ad Alia, non indulgerà eccessivamente nell'uso della spezia e nell'accesso alle memorie ancestrali, anzi: sarà proprio questa illusione a far scattare in lei la molla che la salverà dall'Abominazione (con l'aiuto delle personalità "buone" del suo retaggio, come quella della madre Chani e della nonna Jessica).
Alla fine del libro viene deciso il suo matrimonio con il fratello Leto: un matrimonio di convenienza che non verrà mai consumato (i due si sposano dandosi la schiena), non solo perché ormai Leto si sta trasformando in Verme, ma anche perché i due trovano l'idea rivoltante.
Ghanima resterà fino alla morte al fianco di Leto, cercando di alleviargli come può le pene del Sentiero Dorato, ma il suo vero compagno sarà Farad'n, erede dei Corrino. Sua principale confidente e madre putativa è Irulan, la moglie "cenerentola" di Paul.

## Il personaggio nella miniserie
Mentre nel romanzo Ghanima è una bambina di nove anni, nella miniserie I figli di Dune è ritratta come una giovane donna molto attraente (la già citata attrice Jessica Brooks). Ciò induce modifiche nel suo modo di rapportarsi con gli altri personaggi.
Il disagio che gli altri provano in sua presenza è assai più ridotto che nel romanzo, dove ad esempio Stilgar appare turbato nel sentirla parlare e comportarsi come una donna adulta (anzi, come la copia sputata di persone morte di cui possiede i ricordi).